# Polygala microphylla
Polygala microphylla es una planta de la familia de las poligaláceas.

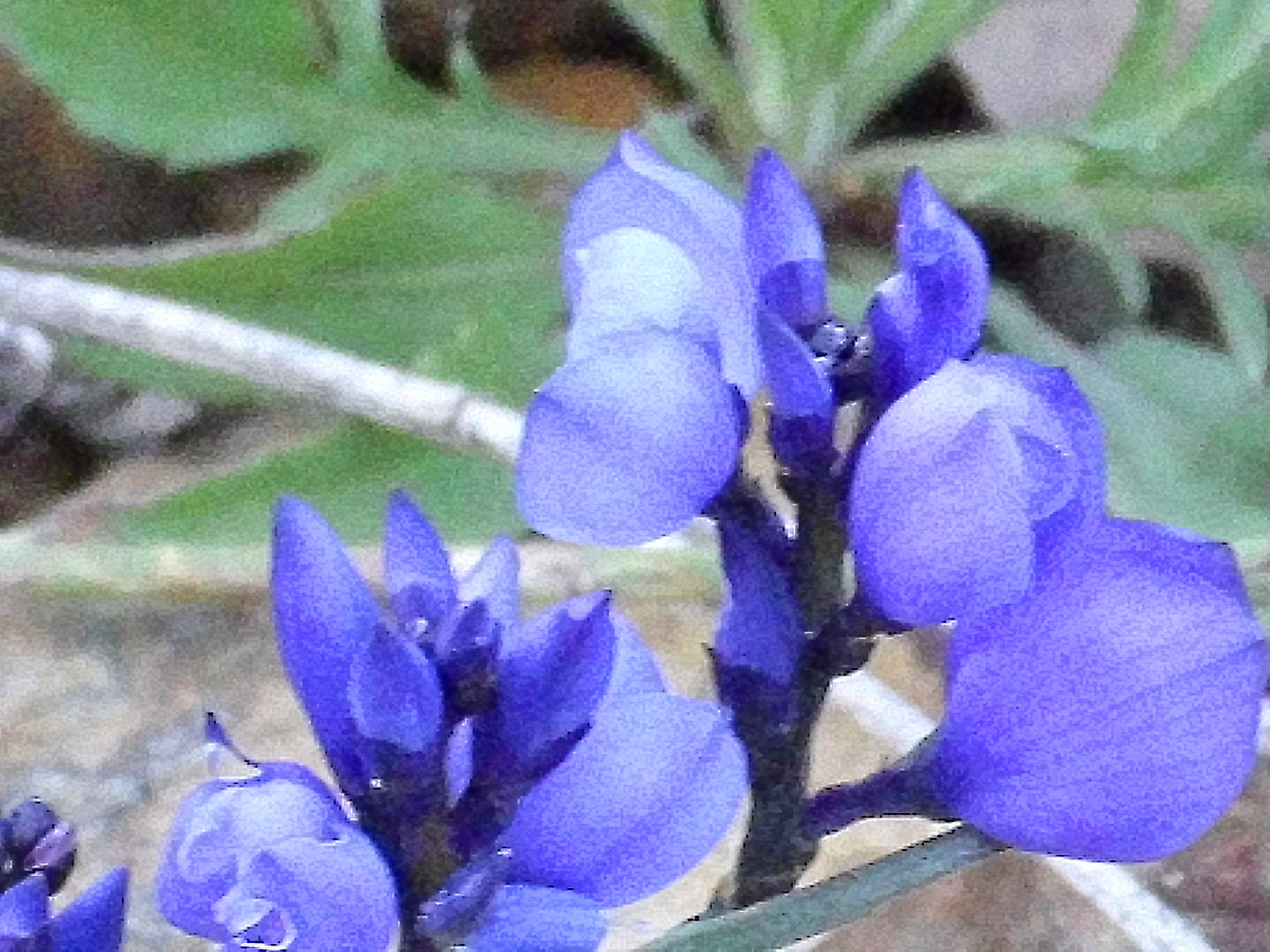
Detalle de las flores

## Descripción
Plantas leñosas con tallos de hasta 45 cm de altura, ascendentes o erectos, glabrescentes, verdes. Hojas de 3-10 x 0,5-1,5; mm, distantes, de lanceoladas a elípticas, con margen glabro y papiloso; las inferiores caducas. Inflorescencias paucifloras, con eje de menos de 3 cm. Alas de 7-11 x 6-8 mm, de oblanceoladas a orbiculares, con 9-13 nervios no anastomosados, violetas o amarillas. Corola de hasta 9 mm. Cápsulas de hasta 8 x 6 mm, de anchamente obovadas a orbiculares, con carpóforo desarrollado. Semillas de 4 x 2 mm. Florece y fructifica de marzo a julio.

## Distribución y hábitat
Se encuentra en grietas de rocas, o terrenos descubiertos con muy poca agua, hasta una altitud de 1000 metros en Los Pedroches, Campiña baja gaditana, Grazalema, Algeciras.  También en el este de Gredos . Endémica de la mitad W de la península ibérica.

## Taxonomía
Polygala microphylla fue descrita por  Carlos Linneo    y publicado en Species Plantarum, Editio Secunda 989. 1762.
Citología
Número de cromosomas de Polygala microphylla (Fam. Polygalaceae) y táxones infraespecíficos:  2n=32(30)
Etimología
Polygala: nombre genérico que deriva del griego y significa
"mucha leche", ya que se pensaba que la planta servía para aumentar la producción de leche en el ganado.
microphylla: epíteto latíno que significa "con hojas pequeñas".
Sinonimia
- Brachytropis microphylla (L.) Willk.	[6]